# The Globe (Kid Yugi)
The Globe è il primo album in studio del rapper italiano Kid Yugi, pubblicato il 3 novembre 2022 dalle etichette discografiche Underdog Music, Thaurus Music e Virgin Music/Universal Music.

## Descrizione
L'album si compone di dodici brani, tra cui i singoli Grammelot, Sturm und drang, Kabuki, King Lear e DEM, che ne hanno anticipato l'uscita. Lo stile dei testi si distingue per citazioni letterarie e cinematografiche, tra cui il titolo dell'album, che si riferisce al Globe Theatre di Londra, fondato da Shakespeare, secondo lo stesso Kid Yugi creando un parallelismo con la vita di strada che spesso è finzione, come il teatro.

## Tracce
1. Hybris – 1:56 (testo: Francesco Stasi – musica: Edoardo di Fazio)
2. Kabuki – 3:00 (testo: Francesco Stasi – musica: Marco Palanga)
3. No Gimmick – 2:55 (testo: Francesco Stasi – musica: Erik Baldovin, Andrea Alberto Francesco Catalano, Alexandros Nicolas Centonze)
4. Grammelot – 1:36 (testo: Francesco Stasi – musica: Edoardo Rolle)
5. Yung 3p 3 – 1:57 (testo: Francesco Stasi – musica: Edoardo Di Fazio, Mattia Gattulli, Edoardo Rolle)
6. Sturm und drang – 1:50 (testo: Francesco Stasi – musica: Edoardo Rolle)
7. Back n' Forth (feat. Kira) – 2:25 (testo: Nicolò Paoletti, Francesco Stasi – musica: Edoardo Di Fazio)
8. King Lear (feat. Sosa Priority) – 2:31 (testo: Roberto Danculea, Francesco Stasi – musica: Edoardo Di Fazio)
9. DEM (feat. Artie 5ive, Tony Boy) – 3:32 (testo: Ivan Arturo Barioli, Antonio Hueber, Francesco Stasi – musica: Domenico Pipolo)
10. Paradise Now – 3:20 (testo: Francesco Stasi – musica: Micheal Bontempi, Umberto Odoguardi)
11. Il Filmografo – 2:26 (testo: Francesco Stasi – musica: Edoardo Di Fazio, Valerio Smordoni)
12. Il Ferro di Čechov – 3:11 (testo: Francesco Stasi – musica: Umberto Odoguardi, Edoardo Rolle)

## Formazione
- Kid Yugi - voce
- Artie 5ive - voce aggiuntiva (traccia 9)
- Bluebarry - produzione (traccia 3)
- D.O.D. - produzione (traccia 9)
- Depha Beat - produzione (tracce 1, 5, 7, 8, 11)
- Flatpearl - produzione (traccia 3)
- Junior K - produzione (tracce 10, 12)
- K-Sub - produzione (tracce 4, 5, 6, 12)
- Kira - voce aggiuntiva (traccia 7)
- KrimeBeatz - produzione (traccia 3)
- Lil Plësto - produzione (traccia 2)
- Midas Touch - produzione (traccia 10)
- NightLoad - produzione (traccia 5)
- Valerio Smordoni - produzione (traccia 11)
- Sosa Priority - voce aggiuntiva (traccia 8)
- Tony Boy - voce aggiuntiva (traccia 9)

## Classifiche

### Classifiche di fine anno
| Classifica (2023) | Posizione |
| ----------------- | --------- |
| Italia            | 98        |
| Classifica (2024) | Posizione |
| Italia            | 69        |